# هیبریستوفیلیا

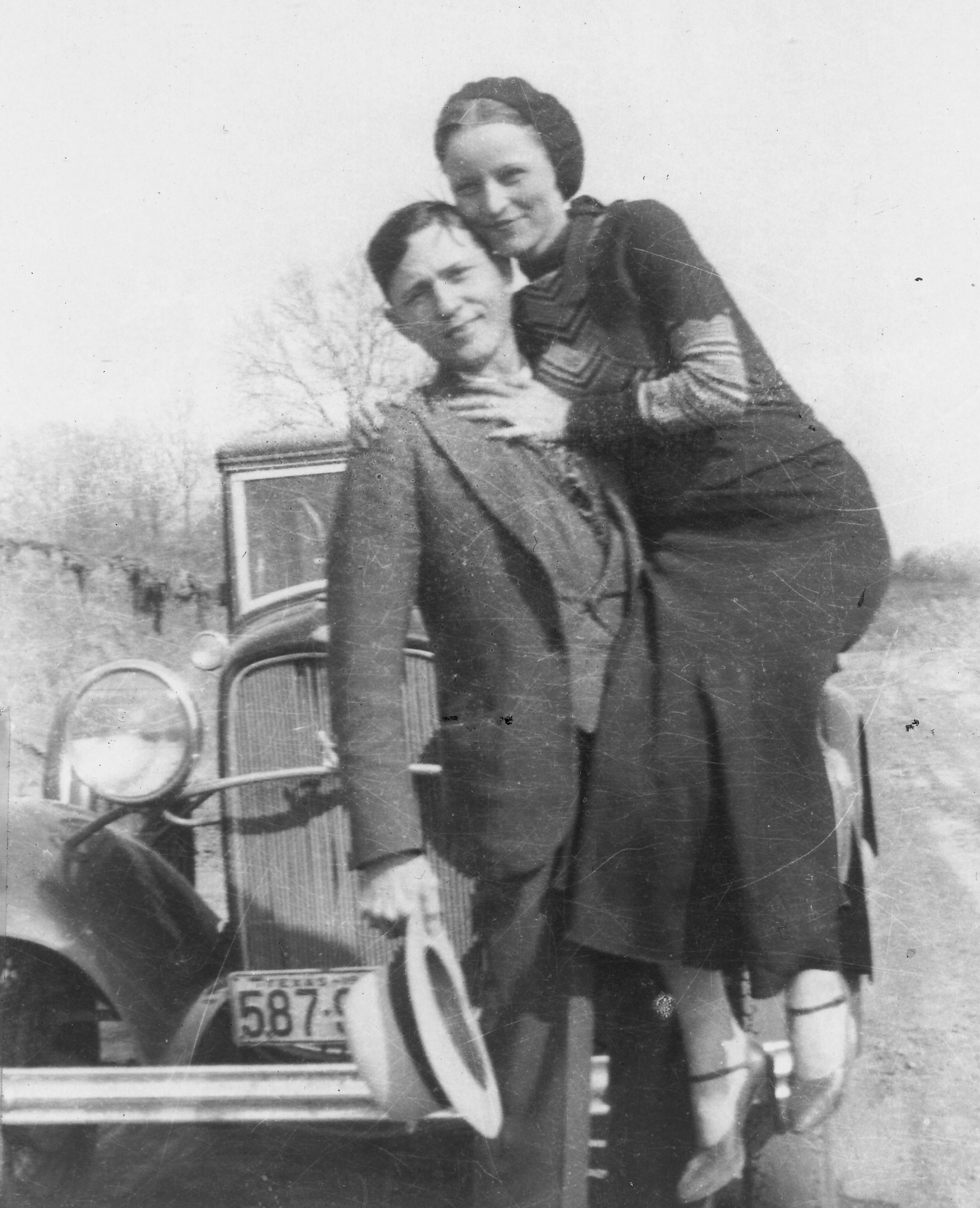
بانی پارکر و کلاید بارو، زمانی بین سال‌های ۱۹۳۲ و ۱۹۳۴، زمانی که سوء استفاده‌های آنها در آرکانزاس شامل قتل، سرقت و آدم‌ربایی بود. برخلاف تصور رایج، این دو هرگز ازدواج نکردند. آنها در یک رابطه طولانی مدت بودند. ژست گرفتن در مقابل یک خودروی فورد V8 مدل ۱۹۳۲.

هیبریستوفیلیا (به انگلیسی: Hybristophilia) یا مجرم‌دوستی، گونه‌ای انحراف جنسی است که در آن برانگیختگی جنسی و در نتیجه آن، رسیدن به اوج لذت جنسی تنها از راه برقراری ارتباط و بودن با یک فرد به شدت متخلف، دروغ‌گو، خیانت‌کار، بدعهد یا فرد مجرمی که مرتکب جرائم خشنی همچون قتل، سرقت مسلحانه، ایجاد شورش و جرائمی از این دست شده باشد، به دست آید. ریشه هیبریستوفیلیا در زبان لاتین از واژه یونانی ὑβρίζειν hubrizein, به معنی «بر کسی خشم گرفتن» (که آن نیز از ὕβρις hubris به معنی «تکبر» آمده), و philo, به معنی «وابستگی یا ترجیح شدید نسبت به کسی یا چیزی» آمده است. در فرهنگ مردمی این گونه انحراف جنسی را با نام سندروم یا نشانگان "بانی و کلاید" نیز می‌شناسند.
بسیاری از مجرمان سابقه‌دار، به‌ویژه آنان که جرائم خشن و بی‌رحمانه‌ای مرتکب شده‌اند، در زندان «نامه طرفدار» دریافت می‌کنند که در برخی موارد این نامه‌ها حاوی مطالب عاشقانه یا جنسی هستند که به احتمال بسیار ناشی از همین پدیده مجرم‌دوستی باشد. گاهی حتی مشاهده شده که فرستندگان چنین نامه‌هایی بعدها با این مجرم‌ها در زندان ازدواج کرده‌اند.

## واژه‌شناسی
ریشه هیبریستوفیلیا در زبان لاتین از واژه یونانی ὑβρίζειν hubrizein, به معنی «بر کسی خشم گرفتن» (که آن نیز از ὕβρις hubris به معنی «تکبر» آمده), و philo, به معنی «وابستگی یا ترجیح شدید نسبت به کسی یا چیزی» آمده است. در فرهنگ عامه این گونه انحراف جنسی را با نام سندروم یا نشانگان "بانی و کلاید" نیز می‌شناسند.
به زن‌هایی که عاشق مجرمان داخل زندان می‌شوند و برایشان نامه‌های عاشقانه نوشته یا به ملاقات آن‌ها می‌روند به اصطلاح عامیانه در زبان انگلیسی دَم‌پَرِ زندانی می‌گویند. به بیانی کلی‌تر، مجرم‌دوستی به معنی جذب شدن به شریکی است که از خود صفات تیره شخصیتی نشان داده باشد.

## سبب‌ها
به گفته کاترین رامسلند، استاد روان‌شناسی جنایی در دانشگاه دی‌سیلز، برخی از زنانی که با قاتل‌های زنجیره‌ای داخل زندان ازدواج کرده یا به ملاقاتشان در زندان می‌رفته‌اند، سبب‌های زیر را برای کار خود برشمرده‌اند:
- «برخی زنان قدرت تغییر دادن حتی قوی‌ترین مردها از جمله قاتل‌های زنجیره‌ای را دارا هستند.»
- «برخی زنان بر این باور بوده‌اند که قادرند پسر کوچکی که در وجود این قاتل‌ها زندگی می‌کند را دوباره بازیافته و او را تربیت و از او مراقبت کنند.»
- «برخی از زنان نیز به قصد رسیدن به شهرت یا بستن قرارداد برای نوشتن کتابی یا ساخته شدن فیلمی به این کار اقدام کرده‌اند.»
- «یکی دیگر از سبب‌ها به چنگ آوردن 'دوست پسر ایدئال' عنوان شده است. برخی زنان که این سبب را دلیل کار خود عنوان کرده بودند، از اینکه همیشه می‌دانستند دوست پسرشان کجاست و چه می‌کند و اینکه آنان تنها دوست دختر وی هستند، ابراز خرسندی می‌کردند. این بدان معنی است که این زنان ضمن دوست داشته شدن، دیگر نیازی به درگیر شدن با مشکلات روزمره یک رابطه معمولی نبودند. دیگر نیازی نداشتند برای دوست پسر خود غذا بپزند، لباس‌هایش رو بشویند و هیچ مسئولیت دیگری در قبالش داشته باشند. چنین فانتزی یا خیال‌پردازی‌هایی می‌تواند برای مدت‌های طولانی ادامه بیابد.»

سبب‌های دیگری نیز برای این پدیده عنوان شده است:
- «برخی ویژه‌گران بهداشت روان، این شیفتگی برخی زنان به قاتل‌های زنجیره‌ای را با درجات شدید تعصب و کوته‌بینی مرتبط دانسته‌اند. آنان چنین زنانی را زن‌های ناامن می‌دانند که قادر به یافتن عشق و روابط دوستانه به صورت‌های معمول نیستند یا در حقیقت 'عشق‌گریزهایی' به دنبال روابط عاشقانه ناشدنی هستند.»[۳]

لیون اف استلتزر روان‌شناس، این جذب‌شوندگی زنان به قاتل‌های زنجیره‌ای مرد را با بهره‌گیری از روان‌شناسی فرگشتی توضیح می‌دهد. از نظر او، قاتل‌های زنجیره‌ای مرد، در واقع نرهای آلفایی هستند که جنس ماده به آنان تمایل پیدا می‌کند. این به هزاران سال تاریخ فرگشتی حیات انسان بازمی‌گردد که در آن نرهای قوی‌تر (آلفا) توانایی بیش‌تری برای محافظت از جنس ماده و بچه‌های تولید شده توسط وی داشته‌اند. امروزه زنان به‌طور خودآگاه می‌دانند که جذب شدن به یک قاتل زنجیره‌ای کار اشتباهی است اما با این حال به چنین مردهایی جذب می‌شوند. لیون می‌گوید: «به عنوان یک درمانگر، زنان بی‌شماری را دیده‌ام که خود به‌طور خودآگاهی مطلع بودند چه قدر در برابر مردان سلطه‌گر، آسیب‌پذیر هستند و اعتراف می‌کردند که چنین روابطی به شدت مضر و اشتباه است و از این بابت نیز بسیار غمگین بودند». لیون، کتاب افکار پلید: بزرگ‌ترین آزمایش دنیا چه چیز را دربارهٔ شهوت انسان بر ملا می‌کند؟ نوشته اوگی اوگاس و سای گادام را سندی بر مدعی خود می‌داند. لیون با استناد به برداشتش از گفته‌های نویسندگان این کتاب، معتقد است که روابط عاشقانه/شهوانی، پی‌رنگ اصلی داستان‌ها و فیلم‌هایی است که برای زنان نوشته و ساخته می‌شوند. اما این سلطه‌گری مردانه، امری مشروط است و «واقعیت درونی مردان را نشان نمی‌دهد».

## نمونه‌ها
- یکی از نمونه‌های مشهور مجرم‌دوستی مربوط می‌شوند به زنان بسیاری که پس از دستگیری تد باندی، قاتل معروف آمریکایی، به وی اظهار علاقه کرده بودند.[۸] حضور این زنان در دادگاه‌های وی همواره موجب شلوغی دادگاه می‌شد.[۹] باندی، صدها نامه عاشقانه از این زنان در زمان محکومیتش در زندان دریافت می‌کرد.
- جفری دامر نیز که یک قاتل زنجیره‌ای بود، در زندان از زنان نامه‌های عاشقانه، پول و هدایای دیگری دریافت می‌کرد.[۱۰]
- ریچارد رامیرز قاتل، زمانی که در زندان بود، با یکی از این زنان به اصطلاح 'دم‌پر زندانی' که ۷۵ نامه برایش نوشته بود، ازدواج کرد. زنان بی‌شماری در دادگاه ریچارد شرکت کردند تا تنها بتوانند برای چند دقیقه‌ای وی را ببینند.
- عاشقان چارلز منسن نیز نمونه‌هایی از زنان دارای انحراف مجرم‌دوستی بوده‌اند.[۱۱]
- تروریست‌ها یا وحشت‌افکن‌هایی نظیر آندرس بریویک[۱۲] و جوهر تسارنایف[۱۳] نیز مورد مجرم‌دوستی برخی زنان واقع شده بودند.